# Szentpétervári Elektromos Közlekedési Múzeum
A Szentpétervári Elektromos Közlekedési Múzeum az oroszországi Szentpétervárott, Szrednyij pr. 77, a Vasziljevszkij-szigeti villamosparkban működő múzeum, mely a villamoshajtású tömegközlekedés eszközeinek – villamosok és trolibuszok – gyűjtésével, restaurálásával és bemutatásával foglalkozik. 1907. szeptember 29-én innen indult el az első szentpétervári villamos.

## Történet
1967-ben a telephely területén közlekedéstörténeti múzeumot létesítettek. 2000-ben bővítették a gyűjteményét.

## A gyűjtemény
Jelenleg a múzeumban 45 villamos és 18 trolibusz szerelvény látható, a legrégebbi típusú kocsi az 1936-os JaTB–1. A gyűjtemény a Vasziljevszkij-szigeti villamospark műemlék épületegyüttesének három épületéből két épületet foglal el. Az épületekben a kocsik felújítását is végzik.

### Villamosok
| Típus              | Pályaszám | Fénykép | Gyártó                                                    | Gyártási idejük | Gyári szám | Megjegyzés                                               |
| ------------------ | --------- | ------- | --------------------------------------------------------- | --------------- | ---------- | -------------------------------------------------------- |
| lóvontatású vagon  | 114       |         |                                                           | 1997            |            | Replika                                                  |
| MB                 | 1028      |         | Brush Electrical Engineering Company, Krasznij Putyilovec | 1927            |            | Az MSZ–1 villamoson alapuló replika                      |
| MSZ–1              | 1877      |         | Krasznij Putyilovec                                       | 1929            |            |                                                          |
| MSZ–1              | 2092      |         | Krasznij Putyilovec                                       | 1931            |            | Restaurálásra vár.                                       |
| MSZ–2              | 2135      |         | Krasznij Putyilovec                                       | 1932            |            |                                                          |
| MSZ–2              | 214b      |         | Krasznij Putyilovec                                       |                 |            | Restaurálás alatt.                                       |
| MSZP–3             | 2384      |         | Krasznij Putyilovec                                       | 1932            |            | 2424 és 2384 kocsipár                                    |
| MSZ–4              | 2424      |         | Krasznij Putyilovec                                       | 1932            |            | 2424 és 2384 kocsipár                                    |
| MSZ–4              | 2492      |         | Krasznij Putyilovec                                       | 1933            |            | Restaurálásra vár.                                       |
| MSZO–4             | 2575      |         | Krasznij Putyilovec                                       | 1933            |            |                                                          |
| MSZ–4              | 2642      |         | Krasznij Putyilovec                                       | 1933            |            | Restaurálás alatt.                                       |
| LM–33              | 4275      |         | Leningrádi Vagonjavító Üzem                               | 1936            |            | 4275 és 4454 kocsipár                                    |
| LM–33              | 4435      |         | Leningrádi Vagonjavító Üzem                               | 1940            |            | Darus tehervillamos, restaurálásra vár.                  |
| LP–33              | 4454      |         | Leningrádi Vagonjavító Üzem                               | 1937            |            | 4275 és 4454 pályaszámú kocsik alkotta kocsipár          |
| GMc                | 1867      |         |                                                           | 1940            |            | Tehervillamos, restaurálásra vár.                        |
| GMC                | G–70      |         |                                                           | 1940            |            | Locsoló és mosó jármű. Restaurálásra vár.                |
| Tartálykocsi       | 60        |         |                                                           | 1930-as évek    |            | Pótkocsi. Restaurálásra vár.                             |
| Emelőkosaras jármű | VV–2      |         |                                                           |                 |            | Az MB villamos alapján, restaurálásra vár.               |
| GP–10              |           |         |                                                           |                 |            | Tartályszállító pótkocsi. Restaurálásra vár.             |
| GP–10              | G–24      |         |                                                           | 1925            |            | Nyitott teherszállító pótkocsi. Restaurálásra vár.       |
| GP–10              | 543       |         |                                                           | 1956 (?)        |            | Restaurálásra vár.                                       |
| LM–47              | 3521      |         | Leningrádi Vagonjavító Üzem                               | 1948            |            | 3521 és 3584 pályaszámú kocsik alkotta kocsipár          |
| LM–47              | 3543      |         | Leningrádi Vagonjavító Üzem                               | 1948            |            | Homokszállító jármű                                      |
| LM–47              | 3802      |         | Leningrádi Vagonjavító Üzem                               | 1947            |            | Darus pótkocsi                                           |
| LP–47              | 3584      |         | Leningrádi Vagonjavító Üzem                               | 1949            |            | 3521 és 3584 pályaszámú kocsik alkotta kocsipár          |
| LM–49              | 3691      |         | Leningrádi Vagonjavító Üzem                               | 1950            |            | 3691 és 3990 pályaszámú kocsik alkotta kocsipár          |
| LP–49              | 3990      |         | Leningrádi Vagonjavító Üzem                               | 1955            |            | 3691 és 3990 pályaszámú kocsik alkotta kocsipár          |
| LM–57              | 5148      |         | Leningrádi Vagonjavító Üzem                               | 1968            |            |                                                          |
| LM–57              | 5422      |         | Leningrádi Vagonjavító Üzem                               | 1969            |            | Csak alváz, restaurálásra vár.                           |
| LM–57              | 5733      |         | Leningrádi Vagonjavító Üzem                               | 1964            |            | Hálózatvizsgáló laboratórium                             |
| LM–68              | 6249      |         | Leningrádi Vagonjavító Üzem                               | 1974            |            |                                                          |
| LM–68M             | 2423      |         | Leningrádi Vagonjavító Üzem                               | 1978            | 405        | Restaurálásra vár.                                       |
| 71–605             | 0944      |         | Usty-katavi Vagyongyár                                    | 1983            | 008336 (?) |                                                          |
| 71–605             | 0943      |         | Uszty-katavi Vagongyár                                    | 1983            |            | A 0944 és 0943 pályaszámú kocsikból álló kocsipár része. |
| GC–4               | GC–339    |         | Leningrádi Vagonjavító Üzem                               | 1987            |            | hókotró jármű                                            |
| LVSZ–86A           | 2200      |         | Leningrádi Vagonjavító Üzem                               | 1989            | 1018       | Restaurálásra vár.                                       |
| LVSZ–89            | 3076      |         | Leningrádi Vagonjavító Üzem                               | 1989            | 1076       |                                                          |
| 71–88G             | 2125      |         | Leningrádi Vagonjavító Üzem                               | 1990            |            |                                                          |
| LVSZ–93            | 3280      |         | Szentpétervári Villamosjavító Üzem                        | 1993            | 002        |                                                          |

## A kulturális örökség megcsonkításának veszélyéről
A TriGránit leányvállalatának megjelenése után a kulturális örökség területének határait hirtelen drasztikusan lecsökkentették. Az államigazgatás 2009. szeptember 29-i rendelete szerint mindhárom raktárépületnek csak a felét ismerik el műemlékként. Azt tervezik, hogy az épületeknek csak töredék részét tartják meg. Az 1908-1915-ös évek hivatali épülete szintén hiányzik a projektből. Az Elektromos Közlekedés Múzeumának (mely most a három raktárépületből kettőt foglal el) szintén a leépítését tervezik. A kiállítás anyaga, mely jelenleg 63 tárgyat tartalmaz (villamosokat és trolibuszokat), jelentősen le fog csökkenni, a nem restaurált kocsikat pedig fémhulladékká darabolják.
A történelmi örökség védelmében szólaltak fel a következők: Állami Ermitázs igazgatója, M. B. Piotrovszkij, a Szentpétervári Tudósok Egyesülete, a Közlekedési Ügyek Intézete, A Történelmi és Kulturális Emlékművek Védelmének Közössége (VOOPiK), a veteránok és a városvédő társaságok. A főügyészség felhívása és a számos tüntetése ellenére, Mihail Mamosin (Oroszország) és Zoboki-Demeter (Oroszország) vezette tervezőiroda ambiciózus projektje nem változott és a médiából az erről szóló beszámolók eltűntek.